# Liber usualis
A Liber usualis a római katolikus egyházban székesegyházi használatra írott kézikönyv. Gregorián dallamok találhatók benne.
A könyv válogatást tartalmaz az ünnepnapok antifonále és graduále szövegeiből, valamint a vasárnapok ima- és olvasmányszövegeiből. Szintén megtalálható benne néhány főünnep matutinum-liturgiája is.
1934-ben jelent meg az első kiadása, melyet a solesmes-i bencés szerzetesek állítottak össze.